# Mstislav Mstislavitsj
Mstislav Mstislavitsj de Stoute (Russisch: Мстисла́в II Мстисла́вич Удатный, Oekraïens: Мстислав Мстиславич Удатний; gestorven: 1228) was vorst van Novgorod en van Galicië.

## Biografie
Mstislav was de zoon van Mstislav Rostislavitsj (De moedige) en van een prinses van Rjazan. In 1193 kwam Mstislav in het bezit van de stad Trypillia ten zuiden van Kiev en in 1207 bestuurde hij ook de stad Torchesk. Daar werd hij al snel verdreven door Vsevolod IV van Kiev. In 1208 wist hij Torzjok te veroveren en werd hij vervolgens uitgeroepen tot vorst van Novgorod. Vanuit daar voerde hij oorlog met de prinselijke familie Ol'govitsj en wist hij zijn neef Mstislav III tot grootvorst van Kiev te maken. Hij voerde ook enkele militaire campagnes tegen de Estische Tsjoeden en in 1215 en 1216 waagde hij een aanval op Galicië.
In 1218 vertrok Mstislav uit Novgorod en wist hij de zetel van vorst van Galicië in handen te krijgen, waar hij tot 1227 zou aanblijven. Hij was een van de drie Roessische aanvoerders van het leger dat het tegen de Mongolen opnam in de Slag aan de Kalka. De andere prinsen sneuvelden in de strijd en Mstislav wist aan de dood te ontkomen door te vluchten. Hij keerde terug naar Galicië dat hij onafhankelijk wist te houden van de Hongaarse pogingen om het gebied in te lijven. In 1227 deed hij het gebied over aan zijn schoonzoon Andreas van Galicië. Hij verhuisde vervolgens naar Torchesk en overleed daar een jaar later.

## Huwelijk en kinderen
Mstislav was gehuwd met een dochter van khan Köten van de Koemanië en had met haar twee kinderen:
- Rostislava, gehuwd met Yaroslav II van Vladimir
- Anna, gehuwd met Daniel van Galicië
- Maria, gehuwd met Andreas van Galicië